# Joseph Kanon

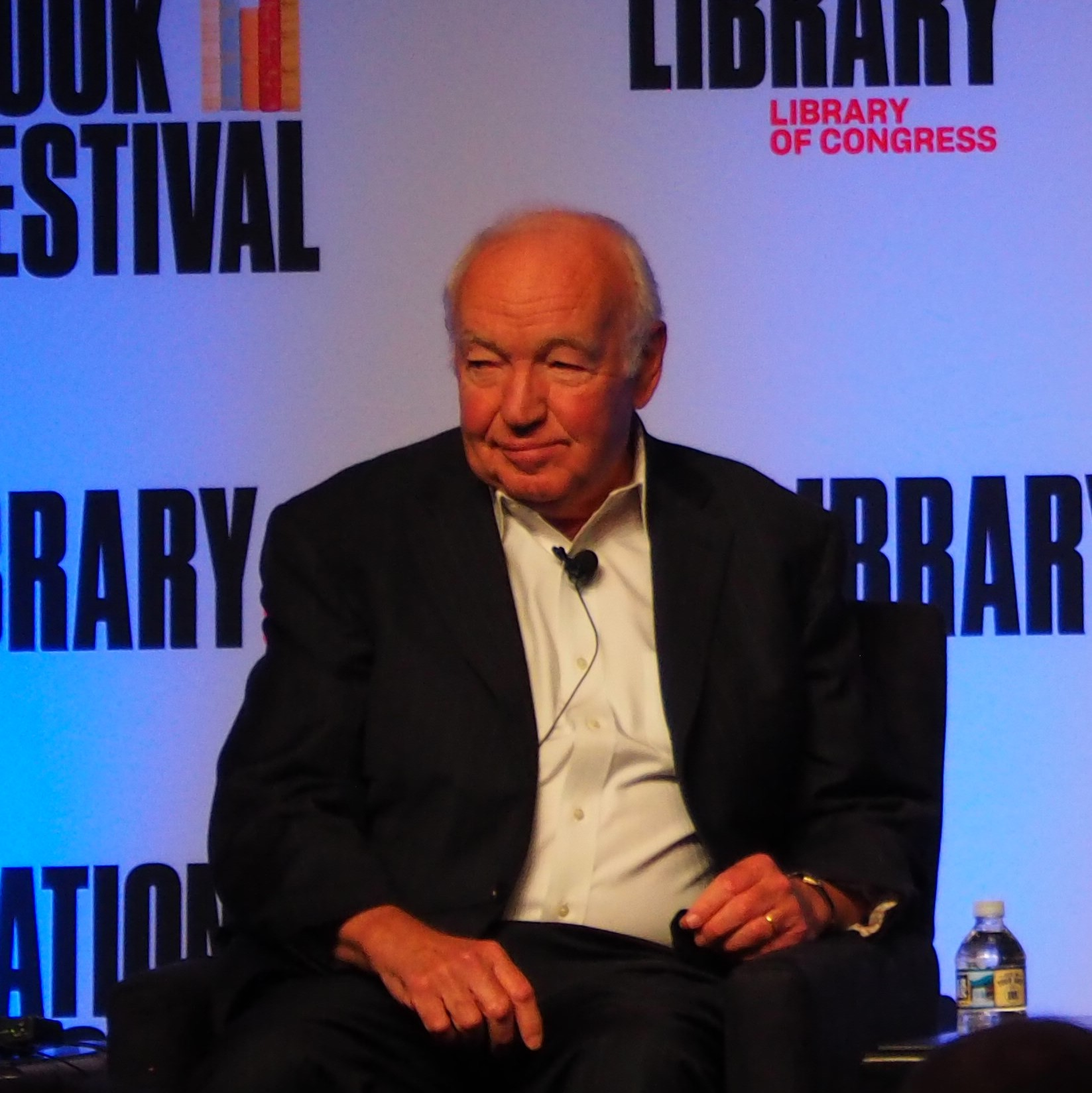

Joseph Kanon (ur. 1946 w Pensylwanii) – amerykański pisarz.
Studiował na Harvard University i Trinity College w Cambridge w Wielkiej Brytanii. Później pełnił funkcje m.in. prezesa i dyrektora generalnego wydawnictwa E.P. Dutton.
W 1998 za swoją debiutancką powieść Los Alamos otrzymał Nagrodę im. Edgara Allana Poego w kategorii Najlepsza pierwsza powieść amerykańskiego autora. Jego powieść Dobry Niemiec doczekała się adaptacji filmowej z George’em Clooneyem i Cate Blanchett w reżyserii Stevena Soderbergha.
Jest żonaty z agentką literacką Robin Straus. Para ma dwóch synów. Mieszka w Nowym Jorku.

## Twórczość
- 1997: Los Alamos (wyd. pol 1998 Los Alamos)
- 1998: The Prodigal Spy
- 2001: The Good German (wyd. pol 2003 Dobry Niemiec)
- 2005: Alibi
- 2009: Stardust